# Vinicio Capossela

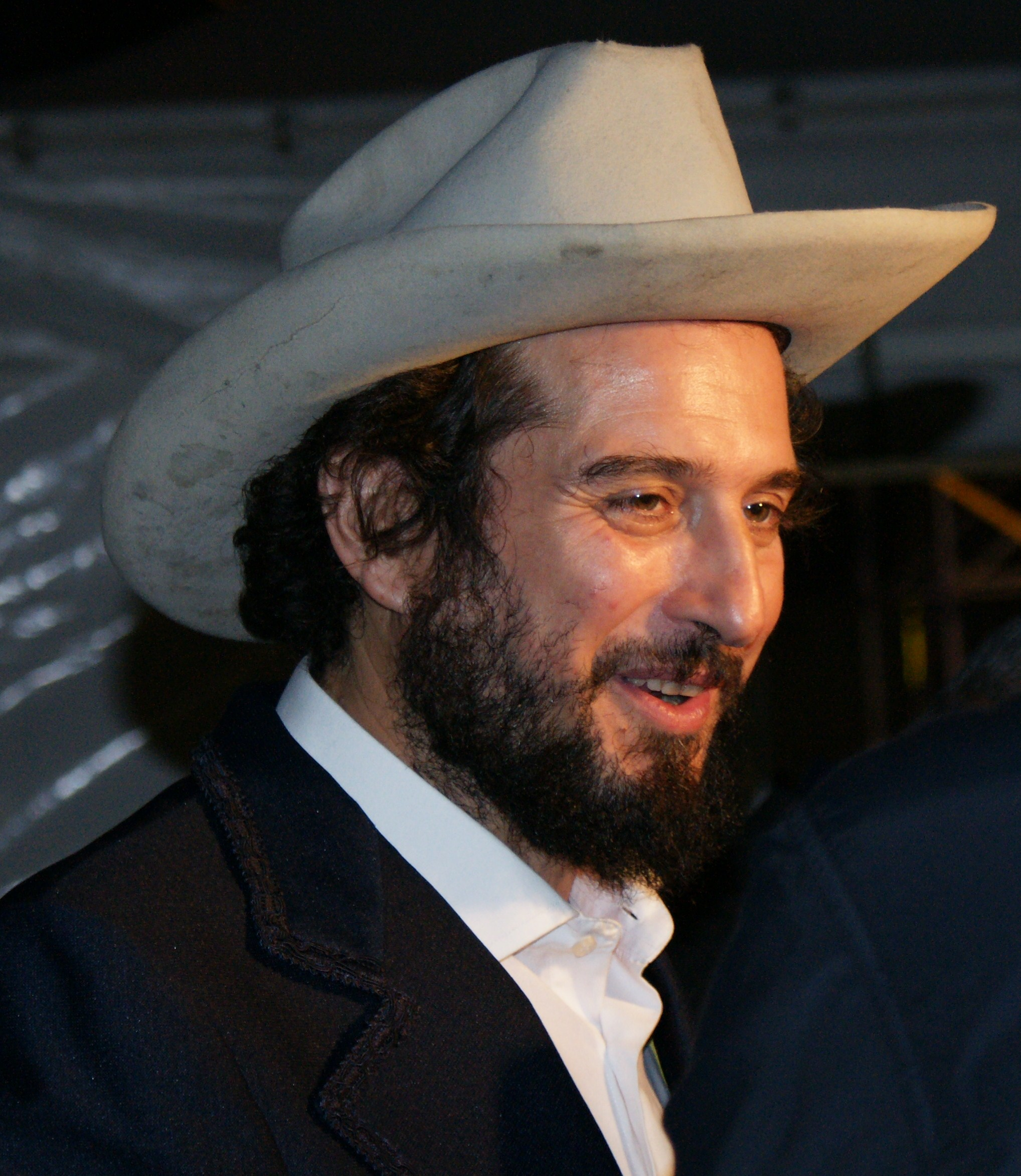
Vinicio Capossela (2009)

Vinicio Capossela (* 14. Dezember 1965 in Hannover) ist ein italienischer Cantautore, Multiinstrumentalist und Schriftsteller.

## Karriere
Capossela stammt, wenn auch in Deutschland geboren, aus der Irpinia, verbrachte seine Kindheit jedoch in der Provinz Reggio Emilia. Zunächst besuchte er das Konservatorium, gab die klassische Musikausbildung jedoch bald wieder auf. Nach einer Reihe von Gelegenheitsjobs, teilweise auch im Ausland, debütierte er als Musiker 1990 mit dem Album All’una e trentacinque circa. Dieses wurde mit der Targa Tenco als bestes Debüt des Jahres ausgezeichnet. 1991 folgte das Amedeo Modigliani gewidmete Album Modì. Nach einem Auftritt im Satire-Programm Su la testa! von Paolo Rossi auf Rai 3 wurde Capossela von Rossi auch für das Theaterstück Pop e Rebelot verpflichtet, das 1993 durch Italien tourte. In diesem Jahr war der Musiker auch auf dem Tributealbum Il volo di Volodja (für Wladimir Wyssozki) zu hören.
Das dritte Album Camera a sud erschien 1994 und enthielt auch Lieder aus Pop e Rebelot. Nach ausgedehnten Konzertaktivitäten veröffentlichte Capossela 1996 das Album Ballo di San Vito, in Zusammenarbeit mit Evan Lurie und Marc Ribot. Aus der folgenden Tournee gingen 1997 die DVD und das Livealbum Liveinvolvo hervor. Der Musiker arbeitete auch weiterhin mit Paolo Rossi zusammen und war zwischen 1997 und 1998 an der Fernsehsendung Scatafascio beteiligt. Im Jahr 2000 trat er mit Jimmy Scott auf und es erschien das Album Canzoni a manovella, das erstmals die Top 10 der Charts erreichen konnte und mit der Targa Tenco als bestes Album des Jahres ausgezeichnet wurde. Nach Konzerten und diversen weiteren Auftritten veröffentlichte Capossela 2003 sein erstes Best of L’indispensabile.

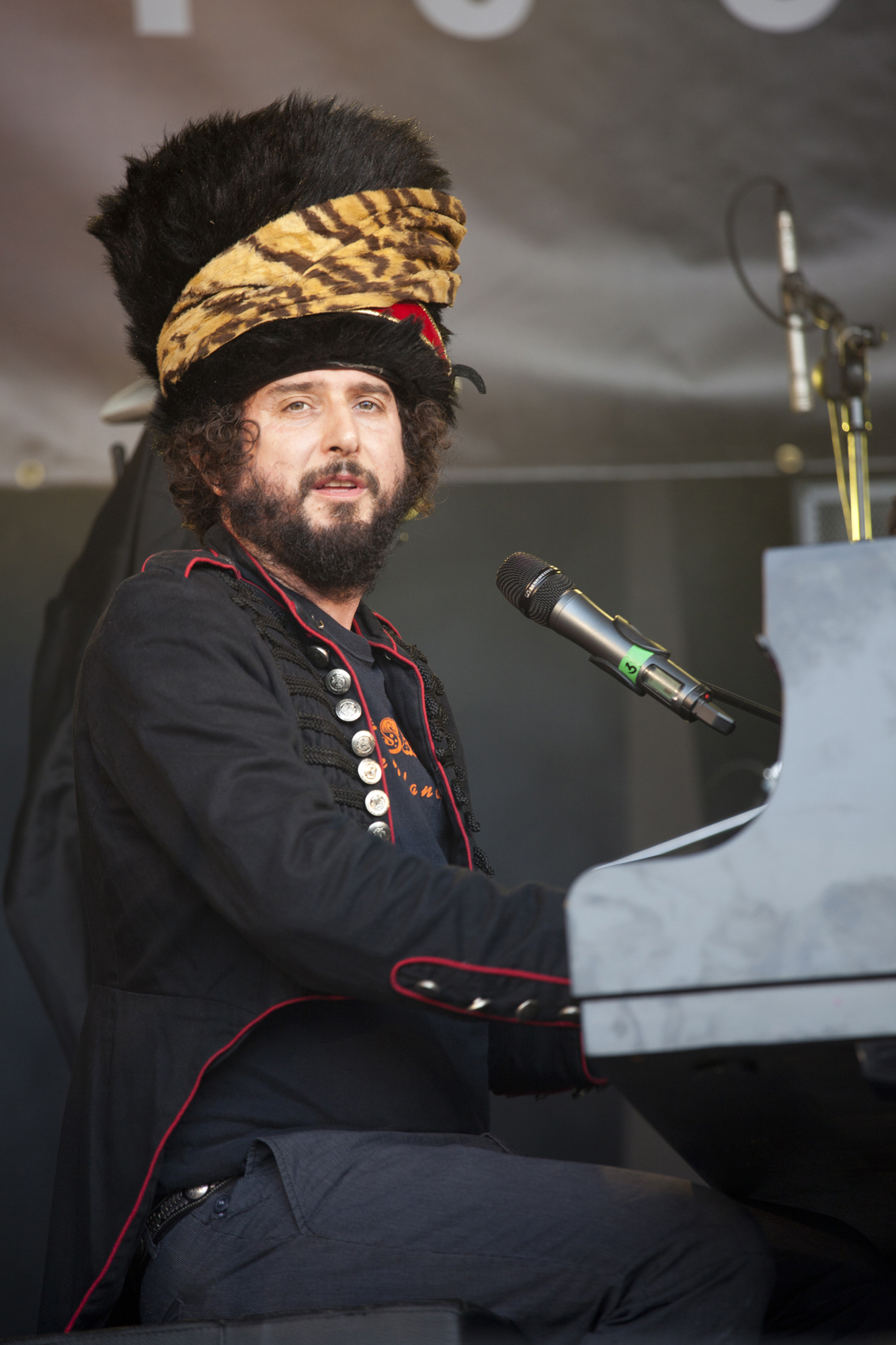
Capossela bei einem Auftritt 2010

Mit Non si muore tutte le mattine erschien 2004 der erste Roman des Musikers. Zunehmend kombinierte er in seinen Auftritten musikalische, dramatische und literarische Elemente. Erst 2006 erschien mit ein neues Studioalbum: Ovunque proteggi wurde Caposselas erstes Nummer-eins-Album und war wieder in Zusammenarbeit mit bekannten Musikern entstanden, etwa Marc Ribot und Roy Paci. Außerdem erhielt es erneut die Targa Tenco als Album des Jahres. Die folgende Tournee schlug sich im Livealbum Nel niente sotto il sole nieder. Es folgten Da solo (2008) und das nächste Livealbum Solo Show Alive (2009). 2009 erschien auch das Buch In clandestinità in Zusammenarbeit mit Vincenzo Costantino. Eigens für den englischsprachigen Markt veröffentlichte Capossela 2010 die Kompilation The Story-Faced Man.
Nach einer EP und dem Album Marinai, profeti e balene (2011; Targa Tenco für das beste Album) nahm Capossela 2012 in Griechenland mit einheimischen Musikern das nächste Album Rebetiko Gimnastas auf, das vier neue und acht bereits bekannte Lieder im Rembetiko-Stil enthielt. Zusammen mit Andrea Segre drehte er außerdem den Dokumentarfilm Indebito über das krisengeschüttelte Griechenland und den Rembetiko. Als Schriftsteller veröffentlichte Capossela 2013 Tefteri und 2015 Il paese dei Coppoloni, das für den Premio Strega nominiert wurde. Der gleichnamige Dokumentarfilm sowie das Album Le canzoni della cupa, das zum Teil den Soundtrack des Films bildete, erschienen im Jahr darauf; das Album konnte erneut die Chartspitze erreichen.

## Diskografie

### Studioalben
| Jahr | Titel Musiklabel                             | Höchstplatzierung, Gesamtwochen, AuszeichnungChartsChartplatzierungen (Jahr, Titel, Musiklabel, Platzierungen, Wochen, Auszeichnungen, Anmerkungen) | Anmerkungen                                             |
| Jahr | Titel Musiklabel                             | IT | Anmerkungen                                             |
| ---- | -------------------------------------------- | --- | ------------------------------------------------------- |
| 1996 | Il ballo di San Vito CGD East West           | IT25 (3 Wo.)IT |                                                         |
| 2000 | Canzoni a manovella CGD East West            | IT7 (28 Wo.)IT |                                                         |
| 2006 | Ovunque proteggi Atlantic/Warner             | IT1 (37 Wo.)IT | Erstveröffentlichung: 27. Januar 2006                   |
| 2008 | Da solo Atlantic/Warner                      | IT2 (23 Wo.)IT | Erstveröffentlichung: 17. Oktober 2008                  |
| 2011 | Marinai, profeti e balene Atlantic/Warner    | IT2 Platin · (51 Wo.)IT | Erstveröffentlichung: 26. April 2011 Verkäufe: + 60.000 |
| 2012 | Rebetiko gymnastas La Cupa / Warner          | IT2 Gold · (28 Wo.)IT | Erstveröffentlichung: 12. Juni 2012 Verkäufe: + 30.000  |
| 2016 | Canzoni della cupa La Cupa / Warner          | IT1 Gold · (22 Wo.)IT | Erstveröffentlichung: 28. April 2017 Verkäufe: + 25.000 |
| 2019 | Ballate per uomini e bestie La Cupa / Warner | IT2 (14 Wo.)IT | Erstveröffentlichung: 17. Mai 2019                      |
| 2023 | Tredici canzoni urgenti                      | IT5 (4 Wo.)IT | Erstveröffentlichung: 21. April 2023                    |
| 2024 | Sciusten Feste n.1965                        | IT17 (2 Wo.)IT | Erstveröffentlichung: 25. Oktober 2024 Weihnachtsalbum  |

Weitere Studioalben
- 1990: All’una e trentacinque circa
- 1991: Modì
- 1994: Camera a sud

### Livealben
| Jahr | Titel Musiklabel                                           | Höchstplatzierung, Gesamtwochen, AuszeichnungChartsChartplatzierungen (Jahr, Titel, Musiklabel, Platzierungen, Wochen, Auszeichnungen, Anmerkungen) | Anmerkungen |
| Jahr | Titel Musiklabel                                           | IT | Anmerkungen |
| ---- | ---------------------------------------------------------- | --- | ----------- |
| 1998 | Liveinvolvo CGD East West                                  | IT33 (4 Wo.)IT |             |
| 2006 | Nel niente sotto il sole – Grand Tour 2006 Atlantic/Warner | IT23 (12 Wo.)IT |             |
| 2009 | Solo Show Alive Atlantic/Warner                            | IT28 (9 Wo.)IT |             |

### Kompilationen
| Jahr | Titel Musiklabel                        | Höchstplatzierung, Gesamtwochen, AuszeichnungChartsChartplatzierungen (Jahr, Titel, Musiklabel, Platzierungen, Wochen, Auszeichnungen, Anmerkungen) | Anmerkungen                                              |
| Jahr | Titel Musiklabel                        | IT | Anmerkungen                                              |
| ---- | --------------------------------------- | --- | -------------------------------------------------------- |
| 2003 | L’indispensabile CGD East West / Warner | IT6 Gold · (43 Wo.)IT | Erstveröffentlichung: 31. Januar 2003 Verkäufe: + 30.000 |

Weitere Kompilationen
- The Story-Faced Man (2010)

### EPs
- 2011: La nave sta arrivando

### Singles
| Jahr | Titel Album                           | Höchstplatzierung, Gesamtwochen, AuszeichnungChartsChartplatzierungen (Jahr, Titel, Album, Platzierungen, Wochen, Auszeichnungen, Anmerkungen) | Anmerkungen        |
| Jahr | Titel Album                           | IT | Anmerkungen        |
| ---- | ------------------------------------- | --- | ------------------ |
| 2011 | Pryntyl Marinai, profeti e balene     | IT56 (8 Wo.)IT |                    |
| 2011 | Che cossè l’amore Camera a sud (1994) | IT88 Platin · (1 Wo.)IT | Verkäufe: + 70.000 |

Weitere Singles
- 1996: Il ballo di San Vito
- 2000: Con una rosa
- 2003: Si è spento il sole
- 2006: Medusa cha cha cha
- 2008: In clandestinità
- 2012: Abbandonato (Los ejes de mi carreta)
- 2016: Il Pumminale
- 2024: Campanelle

## Bibliografie
- Non si muore tutte le mattine. Feltrinelli, 2004, ISBN 88-07-01647-8.
- In clandestinità (mit Vincenzo Costantino). Feltrinelli, 2009, ISBN 978-88-07-01785-8.
- Tefteri. Il Saggiatore, 2013, ISBN 978-88-428-1941-7.
- Il paese dei coppoloni. Feltrinelli, 2015, ISBN 88-07-03127-2.

## Belege
1. 1 2 3  Chartquellen (Alben):
  - Guido Racca & Chartitalia: Top 100 FIMI Album. Lulu, 2013, S. 85.
  - Alben von Vinicio Capossela. In: Italiancharts.com. Hung Medien, abgerufen am 14. Mai 2018.
2. 1 2 3 4 5  Auszeichnungsarchiv Vinicio Capossela. FIMI, abgerufen am 14. Mai 2018 (italienisch).
3. ↑  Guido Racca & Chartitalia: Top 100 FIMI Singoli. Lulu, 2013, S. 76.

| Personendaten    | Personendaten                                                     |
| ---------------- | ----------------------------------------------------------------- |
| NAME             | Capossela, Vinicio                                                |
| KURZBESCHREIBUNG | italienischer Cantautore, Multiinstrumentalist und Schriftsteller |
| GEBURTSDATUM     | 14. Dezember 1965                                                 |
| GEBURTSORT       | Hannover                                                          |